# جيدة
جيدة، قرية من قرى محافظة العلا، والتابعة لمنطقة المدينة المنورة في السعودية. تقع في شمال المدينة المنورة، وتبعد عنها بمسافة تقارب (350 ) كيلو متر، وعن العلا بمسافة تقارب (70) كيلو متر.